# Aphrodite (album)
Az Aphrodite Kylie Minogue ausztrál énekesnő tizenegyedik stúdióalbuma, mely 2010. július 5-én jelent meg a Parlophone gondozásában. 2009-ben Minogue találkozott az énekesnő és dalszerző Nerina Pallot-tal, hogy elkezdjen dolgozni az új album felvételén. Bár kezdetben a munka sikeres volt, később mégis eredménytelenné vált, ezért Minogue elkezdett dolgozni a brit elektronikus zenei producerrel, Stuart Price-szal, aki az album főproducere lett. Mindketten számos producerrel és dalszerzővel dolgoztak az albumon, köztük olyan nevekkel, mint Jake Shears, Calvin Harris, Sebastian Ingrosso és Pascal Gabriel. Az Aphrodite Minogue korábbi lemezeinek hasonló szemléletét folytatja. Az album elsősorban egy dance-pop és diszkó lemez. Számos zenei irányzat hatása érződik rajta, köztük az elektropop és rave zenéé.
Megjelenésekor az Aphrodite általában pozitív kritikákat kapott a zenei kritikusoktól, akik közül sokan dicsérték a lemezt, melyet Minogue sikeres visszatéréseként tartják számon. Az Aphrodite anyagilag sikeres volt és Minogue hazájában, Ausztráliában, ahol második helyezést ért el az ausztrál albumlistán, és később platinalemezt kapott az Australian Recording Industry Association-től. Az Egyesült Királyságban az album első helyezést ért el a brit albumlistán. Ezt az eredményt 22 évvel korábban ugyanezen a héten Minogue debütáló stúdióalbuma, a Kylie (1988) tudta elérni. Az Aphrodite lett Minogue negyedik albuma, mely első helyezést tudott elérni a brit albumlistán és ezzel ő lett az első szóló előadó, akinek négy különböző évtizedben, az 1980-as, 1990-es, 2000-es és 2010-es években volt olyan lemeze, mely első helyezést ért el ebben az országban. A Brit Hanglemezgyártók Szövetségétől platinalemez minősítést kapott az Aphrodite. Az album a nemzetközi listákon szintén sikeresen szerepelt, így harmadik lett Németországban, Ausztriában és Franciaországban illetve második Svájcban és Spanyolországban. Ez az album lett Minogue második legmagasabb helyezést elért lemeze az Egyesült Államokban, ahol a 19. helyet szerezte meg a Billboard 200-as albumlistáján.
Négy kislemez jelent meg az Aphrodite-ról. Az első kislemez, az „All the Lovers” anyagilag sikeres volt, harmadik helyezést ért el az Egyesült Királyságban, és Top 10-es lett számos országban, mint Franciaországban, Írországban, Németországban, Ausztriában, Svájcban, Olaszországban és Spanyolországban. Ausztráliában éppen, hogy a kislemez nem jutott a Top 10-be, ott a 13. helyezést érte el. A „Get Outta My Way” lett kiadva második kislemezként, mely az Egyesült Királyságban bejutott a Top 20-ba, de Ausztráliában alulteljesített, ahol a Top 50-be se tudott bekerülni. Hasonlóan szerepelt az album harmadik kislemez, a „Better Than Today” is, mely nem jutott be a Top 50-be Ausztráliában és a Top 20-ba az Egyesült Királyságban se. Ezen kislemezek listákon való gyenge szereplése kapcsán Minogue kiadójában való csalódottságának adott hangot és kijelentette, hogy a lemezről több kislemez már nem fog megjelenni. Ennek ellenére a „Put Your Hands Up (If You Feel Love)” ki lett adva, mint a negyedik és egyben utolsó kislemez az Aphrodite-ról, mely bejutott a Top 50-be Ausztráliában. Az Egyesült Államokban mind a négy kislemez első helyezést ért el a Billboard Dance Club Songs listán. Az album további reklámozása végett 2011-ben Minogue turnéra indult, mely az Aphrodite: Les Folies Tour nevet kapta.

## Háttér és kidolgozás
Röviddel előző stúdióalbumának, az X-nek 2007-es megjelenése után, Minogue elkezdett dolgozni tizenegyedik stúdióalbumán, az Aphrodite-n. A felvételek 2009 áprilisában kezdődtek, amikor Minogue találkozott a brit énekesnő és dalszerzővel Nerina Pallot-tal, akivel a „Better Than Today” című dalt rögzítette. Élő hangszerelése, amellett, hogy az X-en túl számos producer vett részt, arra az elhatározásra juttatta a Parlophone-t, hogy az Aphrodite-nek egy sokkal természetesebb és kevésbé összetett produceri stílusa legyen. Azonban a későbbi felvételek Pallot-tal kevésbé voltak sikeresek. Minogue úgy érezte, hogy Pallot-tal közös munkája nem eredményezett dance-pop dalokat. Közeli barátjától, a Scissor Sisters énekesétől, Jake Shears-től kért tanácsot, aki azt javasolta, hogy dolgozzon együtt az elektronikus zenei producerrel, Stuart Price-szal, akivel ugyanebben az időszakban a Scissor Sisters is dolgozott. A Parlophone elnöke Stuart Price-ot nevezte ki a vezető producerének. A nemzetközi hírügynökség, a Reuters az egyik legtöbbet keresett producerek közt tartotta számon. Stuart Price megemlítette, hogy ő azután vett részt az Aphrodite produceri munkálataiban, miután találkozott Minogue-gal 2009 októberében egy írói session kapcsán.
Mint az album vezető producere, Stuart Price volt a felelős az album hangzásáért, azért, hogy mely dalok kerüljenek az albumra és a dalok keveréséért, annak érdekében, hogy a dalokon érződjön, hogy ugyanannak az albumnak a részét képezik. Az Aphrodite az első alkalom megjelölt, melyen Minogue vezető producerként van feltüntetve. Az album elkészítésének folyamatát taglalva Minogue elmondta, hogy ez volt a legjobb élménye és, hogy ez az eddigi legegybefüggőbb lemeze karrierje kezdete óta. Minogue azt is megjegyezte, hogy bár a múltban jól működött, hogy számos producerrel dolgozott, és számos különböző dolgot próbált ki, de most feltétlenül egy olyan embert akart, aki az egészet összefogja és Stuart Price ebben nagyon jó munkát végzett. Jake Shears szintén közreműködött az albumon, míg Minogue és Pallot két közös dala is meg lett tartva. A lemezen olyan művészek is közreműködtek, mint a skót DJ, Calvin Harris, a svéd DJ, Sebastian Ingrosso és a belga zenész, Pascal Gabriel.

## Zenei stílus és dalszövegek
A kiadója, a Parlophone által Minogue visszatérő albumának számító Aphrodite egyfajta visszatérés Minogue gyökereihez a táncparkettre, mely elsősorban egy dance-pop és diszkó-pop lemez. Az album címe a szerelem, szépség, teremtés és a gyönyör görög istennőjére utal. Az „All the Lovers”, mely a lemezre utoljára rögzített dalok közé tartozik egy diszkó dal elektropop behatással, Jim Eliot és Mima Stilwell szerzeménye, akikkel Minogue korábban a „2 Hearts”-on dolgozott együtt, mely előző lemezének, az X-nek az első kislemeze volt. Hasonlít Minogue 2004-es kislemezére, az „I Believe in You”-ra, de tartalmaz némi szívdobbanás jellegű ritmust és szintetizátoros ritmusokat az 1980-as évek stílusában. A dal pozitív visszajelzéseket kapott a zenei kritikusoktól, akik a dalon érződő produceri munkát és a kórust dicsérték. A második dal, a „Get Outta My Way” az elektronikus zenét ötvözi a rágógumi poppal és diszkó elemekkel. A dal Minogue dühös frusztrációjára fókuszál, melyben dühös vokálokkal figyelmezteti nem törődöm partnerét, hogy esetleg elhagyja. A dalszöveg tartalma szuggesztív természetű. A dal általában pozitív visszajelzéseket kapott és zenei kompozícióját valamint a tárgyát dicsérték. A „Put Your Hands Up (If You Feel Love)” egy dance-pop dal elektronikus dance és diszkó behatásokkal. Vegyes kritikákat kapott, a dalszöveget kritizálták, melyet túlságosan ismétlődőnek tituláltak. A „Closer” egy sötétebb és atmoszférikusabb megközelítést tartalmaz, sóhajba illő háttérvokálokat és spirális hárfaszerű szintetizátorokat hallhatunk benne. A kritikusok a lemez egyik legérdekesebb és legkísérletezőbb dalának tartották.
Annak ellenére, hogy Stuart Price szerint nincs ballada az albumon, a kritikusok szerint az „Everything Is Beautiful” annak tekinthető, mely egy lassú tempójú pop dal. A hatodik és az album címadó dala, az „Aphrodite” egy dance-pop dal, melyen az 1990-es évek hatása érződik. A dalban fellelhető egy a menetelő zenekarokra hasonlító dobos hangzásvilág. A dal pozitív kritikákat kapott, a lemez legerősebb dalai között tartották számon a kritikusok. Minogue Stuart Price-szal írta a melankolikus dalt, az „Illusion”-t. A „Better Than Today” az első dal, melyet a lemezre felvettek és a második együttműködése Nerina Pallot-tal. A dalt egy szellős nyári popdalnak írják le, melyen elektropop és country zenei hatások érződnek. A dalt kellemesnek és kivételesnek dicsérték, de kritizálták monotonitása miatt. A rave zenének jelentős hatása volt a „Too Much”-on, mely egy diszkó és szintipop dal, melyet Minogue, Jake Shears, és Calvin Harris írt. A kritikusokat megosztotta a dal, dicsérték az energiáját, de Harris produceri munkáját nem. A dance-rock dal a „Cupid Boy” inspirációját a brit alternatív rock együttese, a New Order zenéjéből merítette. A dalban Minogue lelkes vokálokat produkál egy „retró basszus alapon”. A „Looking for an Angel” egyike az első daloknak, melyeket Minogue és Price együtt írt, Price produceri munkája a dalon vegyes kritikákat kapott. Az album az elektronikus pop dallal, a „Can’t Beat the Feeling”-gel zárul, mely hasonló a francia elektronikus zenei duó, a Daft Punk munkájához. A dal energikus kompozícióját és záró dalként való pozícionálását dicsérték a kritikusok.

## Kiadás és borító
Az Aphrodite 2010. július 2-án jelent meg Ausztráliában digitálisan illetve CD-n és bakeliten. 2010. július 5-én jelent meg az Egyesült Királyságban és a legtöbb európai országban. Ugyanezen a napon megjelent a lemez egy speciális verziója „Experience Edition” névvel, mely 28 oldalas szövegkönyvet és egy ajándék DVD-t tartalmazott, melyen Minogue korábbi turnéjáról a For You, For Me Tour-ről láthatóak élő felvételek illetve háttér videókat az „All the Lovers” forgatásáról, a lemezhez készült fotózásokról, egy fotógalériát, valamint egy exkluzív interjút Minogue-gal és Stuart Price-szal. Az iTunes-os verziójára felkerült bónusz dalként a korábban kiadatlan „Mighty Rivers”, míg a japán verzióra a korábban szintén kiadatlan „Heartstrings”. Az album borítóján Minogue-ot, mint istennőt látjuk egy sötétkék és selyem muszlin uszályban némi metálos dekorálással, mely a francia divattervező, Jean-Paul Gaultier 2010-es tavaszi-nyári haute couture kollekciójából származik. A megjelenést követő napon, a lemez világszerte történő megjelenését Minogue Ibizában, Spanyolországban egy fellépéssel ünnepelte. Ugyanezen a napon jelent meg az Aphrodite az Egyesült Államokban.

## Kislemezek
Négy kislemez lett kiadva az Aphrodite promóciójaként. Az „All the Lovers” jelent meg az album első kislemezeként 2010 júniusában. Minogue azzal magyarázta döntését, hogy mialatt az „All the Lovers”-t rögzítették érezte, hogy ennek kell az első kislemeznek lennie, mert tökéletesen összefoglalja az album eufóriáját. A kislemez sikeres volt, különösen Európában. A brit kislemezlista harmadik helyét szerezte meg és később a Brit Hanglemezgyártók Szövetsége ezüstlemezzel honorálta a dal több, mint 200 000 példányos eladását. A kislemez szintén harmadik lett Franciaországban, míg második Magyarországon és Top 10-es számos más európai országban. Ausztráliában nem jutott be a Top 10-be az ARIA kislemezlistán, itt a tizenharmadik helyig jutott. Ebben az országban az Australian Recording Industry Association által aranylemezt ért el a dal 35 000-es eladásának következményeként. Az Egyesült Államokban első helyezést ért el a Dance Club Songs listán. A dalhoz tartozó videóban Minogue egy fehér pólót visel egy fekete melltartó és bugyi felett, míg egy hegyen áll, melyet egymást simogató párok alkotnak. A „Get Outta My Way” 2010. szeptember 27-én lett kiadva az album második kislemezeként. Míg közepes sikere volt az Egyesült Királyságban, ahol a tizenkettedik helyezést érte el, addig Ausztráliában nagy csalódást okozott, mivel csak a 69. helyig jutott a kislemezlistán. Az Egyesült Államokban az első helyezést érte el a Dance Club Songs listán. A dal zenei videójában Minogue számos férfi modellel egy koreográfiát ad elő egy arany láncos miniben, egy piros selyem kabátban és egy fekete miniben.
A „Better Than Today” az album harmadik kislemezeként került kiadásra 2010. december 3-án. Sikertelenebb volt az „All the Lovers”-nél és a „Get Outta My Way”-nél, ugyanis az 55. helyig jutott Ausztráliában, ahol ez már a második kislemez volt az Aphrodite-ről, mely nem jutott be a Top 50-be. Az Egyesült Királyságban nem jutott be a Top 20-ba a kislemezlistán, ahol a 32. helyig jutott. Az Egyesült Államokban viszont zsinórban a harmadik kislemez volt a lemezről, mely első lett a Dance Club Songs listán. A Minogue és régóta stylistja, William Baker által rendezett zenei videóban Minogue a színpadon táncol egy kék testhez álló ruhában egy olyan háttér előtt, melyen egy zenekar látható illetve olyan kivetítők előtt, melyeket a játéktermek inspiráltak. Annak ellenére, hogy Minogue azt nyilatkozta, hogy a „Better Than Today” lenne az utolsó kislemez az Aphrodite-ről, 2011. május 29-én mégis kiadták a „Put Your Hands Up (If You Feel Love)”-ot az album negyedik és egyben utolsó kislemezeként. Az Egyesült Királyságban nem jutott be a Top 50-ba a kislemezlistán, ahol a 93. helyig jutott. A dalnak sikerült bejutnia a Top 50-be Ausztráliában az 50. helyen. Az Egyesült Államokban a lemez negyedik kislemeze lett, mely az első helyet tudta megszerezni magának a Dance Club Songs listán. A dalhoz nem készült hivatalos videó, viszont kiadtak egy videót a dal szövegével a dal Pete Hammond által készített remixéhez.

## Promóció
Minogue először Ibizán, Spanyolországban tartott egy sajtókonferenciát az Aphrodite megjelenése kapcsán 2010. július 6-án, egy nappal az album egyesült királyságbeli megjelenése után. Később fellépett a sziget egyik éjszakai mulatójában, ahol többek közt a lemezről is előadott néhány dalt, köztük az „All the Lovers”-t. Minogue a lemez reklámozása végett indult turnéra 2011 elején, mely az Aphrodite: Les Folies Tour nevet kapta. A turné költségvetése a hírek szerint körülbelül 25 millió dollár volt, és során koncertet adott Európában, Észak-Amerikában, Ázsiában, Ausztráliában és Dél-Afrikában. Minogue kosztümjeit és ruhatárát az olasz luxus divatház, a Dolce & Gabbana tulajdonosai, Domenico Dolce és Stefano Gabbana tervezték. A fellépések nagyon látványosak voltak, a görög mitológiát idézték. A „Too Much” kivételével az album teljes anyaga elő lett adva a turnén. Emellett Minogue korábbi albumairól, mint a 2000-es Light Years és 2001-es Fever szintén kerültek dalok a turné listájára. A turné sikeres volt, és a Pollstar év végi felmérésén a 21. helyen végzett a „Világ 25 Legjobb Turnéja” között több, mint 52,8 millió dolláros összbevételével és 527 600 feletti jegyeladásával. Aphrodite Les Folies Live in London címmel egy koncertfilm lett rögzítve az egyik 2011 áprilisi O2 Arénában rendezett koncerten. A koncertet először, mint élő albumot adták ki 2011. június 7-én. A koncertfilmet aztán 2011. november 28-án adták ki DVD-n.

## Fogadtatás

### A kritikusok értékelései
Az Aphrodite általánosan pozitív kritikákat kapott a zenei kritikusoktól. A Metacritic-nél, ahol a normalizált minősítést 100-ból állapítják meg a meghatározó kritikusoktól, az album átlagosan 67 pontot kapott 21 vélemény alapján, amely „általában kedvezőnek számít”. Tim Sendra az AllMusic-tól a Minogue által kiválasztott együttműködőknél és producereknél megjegyezte, hogy az album „egy olyan valaki munkája, aki teljesen tisztában van a képességeivel és tudja, hogy kiket kell leszerződtetni ahhoz, hogy ezeket a tökéletesség szintjére emeljék”. Értékelte szintén az album kohézióját és kereskedelmi kilátásait, és „egyik legjobb munkájának” nevezte. Ian Wade a BBC-nál különösen pozitív értékelést adott az albumnak és a Minogue „formájához való meglepő visszatérésnek” titulálta. Dicsérte Minogue-ot azért, mert visszatért a gyökereihez és hogy azzá a vált, akit a Fever és a Light Years albumokon hallhattunk. A kritikáját azzal zárta, hogy az Aphrodite-t egy csodálatos diadalnak nevezte és hozzátette, hogy „nem kedvelni ezt az albumot olyan, mintha nem lelkesednénk a légzésért”. Nick Levine a Digital Spy-tól úgy említette, hogy a Fever óta ez a legjobb albuma és szintén azt írta, hogy az Aphrodite arra lett teremtve, hogy a relaxálásért és a gyönyörködésért hallgassuk. Priya Elan az NME-től úgy érezte, hogy Stuart Price volt a „tökéletes választás zenei partnernek” azért, mert Minogue „évek óta legegységesebb munkájának” volt a producere. Christel Loar a PopMatters-tól az albumot a Fever-hez és a Light Years-hez hasonlónak találta és dicsérte a produceri munkát mondván, hogy az Aphrodite a tökéletes produceri munka azon ritka ábrázolása, mely egyszerű, tiszta és élvezetes. Rob Sheffield a Rolling Stone-tól az albumot Minogue legszebb munkájának tartotta az alábecsült Impossible Princess album óta. Neil McCormick a The Daily Telegraph-tól dicsérte Price-t azért, mert egy magas szintű együttműködőkből álló csapatot hozott össze és hogy a divatos pop hangzást adott az Aphrodite-nak. Barry Walters a Spin-től dicsérte Minogue-ot azért, mert visszatért az eredeti zenei stílusához.
Számos kritikus viszont nem volt megelégedve, ugyanis szerintük Minogue nem nagyon újított az Aphrodite kapcsán. Helen Clarke a MusicOMH-tól pozitív véleményt irt az albumról. Kritikájában megjegyezte, hogy „egyszerűen azt csinálja, amit már megszokhattunk tőle és ez valamiért működik”. Jon Parales a The New York Times-tól az albumot túl hasonlónak találta Madonna zenéjéhez, különösen az 1998-ban megjelent Ray of Light albumhoz mondván, hogy „senki se kér valóságot a pop buborékban, csak egy kis több újítást”. Kitty Empire a The Observer-nél élvezte az albumot és dicsérte Stuart Price-t a kohéziójáért, viszont hozzátette, hogy az Aphrodite-ről hiányzik az az erő és fáradozás, mely Minogue más konkurensénél tapasztalható. A Slant Magazine kiemelte, hogy „stílusilag sokkal összefüggőbb, mint Minogue számos korábbi albumok” és azt jósolta, hogy „az örömöt fog szerezni Minogue azon rajongóinak, akik régóta vele vannak”. Ugyanakkor kritizálta Stuart Price vezető produceri munkáját, mely szerinte nem tudta „kiegészíteni” Minogue hangját. James Reed a The Boston Globe-tól negatív értékelést adott az albumnak, mert nem tartotta elég mainak mondván, hogy „bár 2010-ben jelent meg, mégis annyira friss, mintha 2000-ben adták volna ki”. Megjegyezte, hogy szerinte ez Minogue „legkevésbé érdekes lemeze, melyet ebben az évtizedben készített” és hogy „szimplán csodálatosnak lenni nem elég”. Caroline Sullivan a The Guardian-től elismerte az albumon hallható produceri munkát, de azt mondta, hogy az album „annyira jó, mint maga Kylie” és nem tartotta érdekesnek. Margaret Wappler a Los Angeles Times-tól azt írta, hogy „Minogue régóta a klubban volt, ami meg is mutatkozik az albumon, mert semmilyen új ötlet nem tűnik fel a lemezen, miközben a jól megszokott zenét hallhatjuk, mely jól lett kivitelezve Kylie szempontjából, aki ennek a zenének a híve”.

### Kereskedelmi fogadtatás
Ausztráliában az Aphrodite a második helyet érte el a listán, mely pozíción három hétig tartózkodott. Az album tizenöt hetet töltött a listán és 2011-re az Australian Recording Industry Association platinalemezzel honorálta a több, mint 70 000-es eladását. Új-Zélandon viszont nem jutott be a Top 10-be, csak a tizenegyedik helyezést érte el. Az Egyesült Királyságban az első helyet szerezte meg magának a brit albumlistán, és 2010. július 17-ig 79 000 példányban kelt el. Ugyanezt a sikert érte el 22 évvel korábban ezen a héten Minogue debütáló stúdióalbuma, a Kylie (1988). Az Aphrodite Minogue negyedik lemeze, mely az első helyet tudta megszerezni az Egyesült Királyságban és a tizedik, mely bejutott a Top 10-be. A lista első helyén egy hetet töltött és 29 hetet a Top 40-ben. 2011 áprilisában a Brit Hanglemezgyártók Szövetsége platinalemezzel jutalmazta az albumot a több, mint 300 000-es eladásának köszönhetően. Ezzel Minogue tartja azt a rekordot a Guinness Rekordok Könyvében, mely szerint ő az a női előadó, akinek az egymást követő évtizedekben a legtöbb olyan lemeze van, mely bejutott a Top 5-be az Egyesült Királyságban. Szintén ő lett az az első szóló énekes, akinek négy évtizedben lett első helyezést elért lemeze az Egyesült Királyságban az 1980-as, 1990-es, 2000-es és 2010-es években. Írországban ugyanolyan sikeres volt, ahol is az ötödik helyet érte el az ír albumlistán.
Ausztriában az album a harmadik helyig jutott a listán, és összesen tíz hetet töltött az albumlistán. Belgium flandriai részén az album a negyedik helyig jutott az Ultratop listán és tizenkettedik helyet töltött összesen a listán. Az album sikeresebb volt az ország vallóniai részén, ahol az Ultratop lista harmadik helyét szerezte meg és összesen 16 hetet töltött a listán. Belgiumban az Aphrodite több, mint 10 000 példányban kelt el, melynek köszönhetően aranylemez lett. Franciaországban az album a harmadik helyig jutott és összesen 23 hétig tartózkodott az albumlistán. Németországban szintén a harmadik helyig jutott, itt viszont összesen tizenöt hétig maradt a listán. Görögországban az Aphrodite az első helyet szerezte meg magának és összesen hét hétig maradt az albumlistán. Ez lett Minogue első lemeze, mely listás helyezést ért el az országban. Spanyolországban az album második helyezést ért el és 37 hetet töltött a listán, ezzel ez lett Minogue legmagasabb helyezést elért lemeze az országban. Svájcban az album a második helyig jutott és 13 hetet töltött a listán. Kanadában az Aphrodite Minogue legmagasabb helyezést elérő lemeze lett, mely a nyolcadik helyet érte el az albumlistán. Az Egyesült Államokban 19. helyén nyitott a Billboard 200-on és összesen három hetet maradt a listán illetve második lett a Dance/Electronic Albums listán. A European Top 100 Albums listáján a második helyezést érte el.

### Hatás és elismerések
2010-ben az Aphrodite két jelölést kapott az ARIA Music Awards-on a „Legjobb Pop Kiadvány” és a „Legjobb Női Előadó” kategóriában, viszont egyik kategóriában sem nyert. Az AllMusic a „2010-es Év Kedvenc Pop Lemezei” közt tartotta számon az Aphrodite-t. Az Idolator szintén rárakta az ő listájukra, mely a „10 a 10-ből: az Idolator Kedvenc Albumai az Évből” néven futott. A kritikus Robbie Daw megjegyezte, hogy az együttműködés Stuart Price-szal egy új kezdetet adott Minogue-nak, aki eddig is egy lenyűgöző karriert tudhatott a magáénak. Minogue a 40. helyen végzett a Last.fm oldal „2010 Legjobbjai” listáján. 2011-ben az Aphrodite-t választották meg a brit zenerajongók a „Legjobb Albumnak” a Virgin Media Awards-on, és az „All the Lovers” szintén kapott egy díjat, a „Legjobb Kislemeznek” választották. A 2011-es Brit Awards-on Minogue megkapta nyolcadik jelölését a „Legjobb Nemzetközi Szóló Női Előadó” kategóriában. 2015-ben a Vice magazin az Aphrodite-t a tizedik helyen rangsorolta „Minden Idők 99 Legjobb Dance Albuma” közt.

## Számlista
|     | Cím                                  | Szerző(k)                                                               | Producer(ek)                         | Hossz |
| --- | ------------------------------------ | ----------------------------------------------------------------------- | ------------------------------------ | ----- |
| 1.  | All the Lovers                       | Kish Mauve                                                              | Jim Eliot, Stuart Price              | 3:20  |
| 2.  | Get Outta My Way                     | Damon Sharpe, Daniel Davidsen, Lucas Secon, Mich Hansen, Peter Wallevik | Cutfather, Davidsen, Price, Wallevik | 3:38  |
| 3.  | Put Your Hands Up (If You Feel Love) | Fin Dow-Smith, Miriam Nervo, Olivia Nervo                               | Price, Starsmith                     | 3:37  |
| 4.  | Closer                               | Beatrice Hatherley, Price                                               | Price                                | 3:09  |
| 5.  | Everything Is Beautiful              | Tim Rice-Oxley, Fraser T Smith                                          | Smith                                | 3:25  |
| 6.  | Aphrodite                            | Nerina Pallot, Andy Chatterley                                          | Chatterley, Pallot                   | 3:45  |
| 7.  | Illusion                             | Kylie Minogue, Price                                                    | Price                                | 3:21  |
| 8.  | Better Than Today                    | Pallot, Chatterley                                                      | Chatterley, Pallot                   | 3:25  |
| 9.  | Too Much                             | Minogue, Calvin Harris, Jake Shears                                     | Harris                               | 3:16  |
| 10. | Cupid Boy                            | Luciana Caporaso, Magnus Lidehäll, Nick Clow, Sebastian Ingrosso        | Ingrosso, Lidehäll, Price            | 4:26  |
| 11. | Looking for an Angel                 | Minogue, Price                                                          | Price                                | 3:49  |
| 12. | Can’t Beat the Feeling               | Borge Fjordheim, Hannah Robinson, Matt Prime, Pascal Gabriel, Richard X | Fjordheim, Gabriel, Price            | 4:09  |

| 13. | Heartstrings | Brian Higgins, Gerard O’Connell, Jason Resch, Jaxon Bellina, Kieran Jones, Matt Gray, Miranda Cooper | Xenomania | 3:16 |

| 13. | Mighty Rivers | Bellina, Carla Marie Williams, Cooper, Higgins, O’Connell, Resch, Tim Deal | Xenomania | 3:57 |

| 13. | Go Hard or Go Home | Davidsen, Hansen, Secon, Sharpe, Thomas Sardorf | Cutfather, Sardorf, Davidsen, Sharpe, Secon | 3:42 |

## Közreműködők
| - Kylie Minogue – vokál, háttérvokál - Beatriz Artola – hangmérnök (5) - William Baker – fényképész - Andy Chatterley – dob programozás, hangmérnök, billentyűzet, zongora, producer, szintetizátor (6, 8) - Cutfather – ütőhangszerek, producer (2) - Daniel Davidsen – gitár, billentyűzet, producer, programozás (2) - Jim Eliot – basszusgitár, dob programozás, billentyűzet, zongora, producer (1) - Dave Emery – asszisztens (1–4, 6–8, 11, 12) - Børge Fjordheim – hangszerelés, producer (12) - Pascal Gabriel – hangszerelés, producer (12) - Brian Gottshall – hangmérnök asszisztens (7, 11) - Calvin Harris – rendező, hangszerelés, keverés, producer (9) - Beatrice Hatherley – további háttérvokál (4) - Maime Hladiy – basszusgitár (2) - Pete Hofmann – hangmérnök, Pro Tools (2) - Sebastian Ingrosso – keverés, producer (10) - Nathan Khors – hangmérnök asszisztens (7, 11) - Magnus Lidehäll – keverés, producer (10) - Miriam Nervo – további háttérvokál, vokálproducer (2) | - Olivia Nervo – további háttérvokál, vokálproducer (2) - Mads Nilsson – keverés (2) - Nerina Pallot – akusztikus gitár, további háttérvokál, hangmérnök, billentyűzet, zongora, producer, szintetizátor (6, 8), elektromos gitár (8) - Stuart Price – ügyvezető producer, további producer (1, 6, 8), keverés (1–4, 6–8, 10–12), producer (2, 3, 4, 7, 10–12), vokálproducer (3) további billentyűzet, további háttérvokálmernök (6), további vokálmérnök (8) - Tim Rice-Oxley – billentyűzet, zongora (5) - Hannah Robinson – háttérvokál (12) - Lucas Secon – további billentyűzet, producer (2) - Alexandra Segal – további háttérvokál (2) - Damon Sharpe – producer, hangmérnök (2) - Fraser T Smith – gitár, keverés, producer (5) - Starsmith – keverés, producer (2) - Mima Stilwell – további háttérvokál (1) - Jason Tarver – hangmérnök asszisztens (6, 8) - Terry Blamey Management – szervezés - Ben Vella – hangmérnök asszisztens (8) - Peter Wallevik – billentyűzet, producer, programozás (2) - Richard X – billentyűzet, Minimoog (12) |

## Helyezések
| Albumlista (2010)                          | Legjobb helyezés |
| ------------------------------------------ | ---------------- |
| Ausztrália (ARIA Charts)                   | 2                |
| Ausztria (Ö3 Austria Top 40)               | 3                |
| Belgium (Ultratop Flandria)                | 14               |
| Belgium (Ultratop Vallónia)                | 1                |
| Csehország (ČNS IFPI)                      | 10               |
| Dánia (Hitlisten)                          | 21               |
| Európa (European Top 100 Albums)           | 1                |
| Finnország (Suomen virallinen lista)       | 22               |
| Franciaország (SNEP)                       | 21               |
| Görögország (IFPI)                         | 1                |
| Horvátország (HDU)                         | 10               |
| Írország (IRMA)                            | 5                |
| Japán (Oricon)                             | 14               |
| Kanada (Canadian Albums Chart)             | 8                |
| Lengyelország (ZPAV)                       | 4                |
| Magyarország (Mahasz)                      | 18               |
| Mexikó (AMPROFON)                          | 22               |
| Németalföld (Dutch Charts)                 | 4                |
| Németország (Offizielle Top 100)           | 3                |
| Norvégia (VG-lista)                        | 16               |
| Olaszország (FIMI)                         | 9                |
| Spanyolország (PROMUSICAE)                 | 2                |
| Svájc (Schweizer Hitparade)                | 2                |
| Svédország (Sverigetopplistan)             | 9                |
| Új-Zéland (Recorded Music NZ)              | 11               |
| Egyesült Királyság (OCC)                   | 1                |
| Egyesült Államok (Billboard 200)           | 19               |
| Egyesült Államok (Dance/Electronic Albums) | 2                |

| Albumlista (2010)                          | Helyezés |
| ------------------------------------------ | -------- |
| Ausztrália (ARIA Charts)                   | 55       |
| Európa (European Top 100 Albums)           | 54       |
| Franciaország (SNEP)                       | 149      |
| Svájc (Schweizer Hitparade)                | 77       |
| Egyesült Királyság (OCC)                   | 45       |
| Egyesült Államok (Dance/Electronic Albums) | 20       |

## Minősítések és eladási adatok
| Ország                   | Minősítés    | Eladás   | Alapul         |
| ------------------------ | ------------ | -------- | -------------- |
| Ausztrália (ARIA)        | Platinalemez | 70 000+  | Szállításokon  |
| Belgium (BEA)            | Aranylemez   | 15 000+  | Értékesítésben |
| Egyesült Királyság (BPI) | Platinalemez | 300 000+ | Szállításokon  |
| Egyesült Államok (RIAA)  |              | 50 000+  | Értékesítésben |

## Kiadási előzmények
| Ország             | Dátum            | Verzió                             | Formátum                                 | Kiadó                  |
| ------------------ | ---------------- | ---------------------------------- | ---------------------------------------- | ---------------------- |
| Japán              | 2010. június 30. | Limitált kiadás                    | CD+DVD                                   | EMI Music Japan        |
| Ausztrália         | 2010. július 2.  | Standard kiadás Experience Edition | CD, CD+DVD Digitális letöltés, hanglemez | Warner Music Australia |
| Németország        | 2010. július 2.  | Standard kiadás Experience Edition | CD, CD+DVD Digitális letöltés, hanglemez | Parlophone             |
| Spanyolország      | 2010. július 2.  | Standard kiadás Experience Edition | CD, CD+DVD Digitális letöltés, hanglemez | EMI                    |
| Egyesült Királyság | 2010. július 5.  | Standard kiadás Experience Edition | CD, CD+DVD Digitális letöltés, hanglemez | Parlophone             |
| Franciaország      | 2010. július 5.  | Standard kiadás Experience Edition | CD, CD+DVD Digitális letöltés, hanglemez | EMI                    |
| Egyesült Államok   | 2010. július 6.  | Standard kiadás Experience Edition | CD, CD+DVD Digitális letöltés, hanglemez | Capitol Records        |